# Mardi Pieronek
Marilyn "Mardi" Pieronek (Calgary, 1962) es una tiktoker, podcaster, exartista drag y extrabajadora sexual canadiense. Es conocida en TikTok por el nombre de usuario Mardipantz, donde crea contenido sobre ser una mujer transgénero en la escena punk y los clubes nocturnos de Vancouver de los años 70 y 80. Pieronek es copresentadora del podcast "A Life Lived Trans".

## Vida y carrera
Pieronek nació en Calgary, Alberta, en 1962. Se escapó de casa a los quince años, en 1977, y se declaró transgénero, iniciando su transición de género. Participó activamente en la escena club de Vancouver en la década de 1980, actuando en el club de punk rock LUV-A-FAIR. También fue drag y trabajadora sexual, viviendo y trabajando en Davie Village como prostituta para financiar su atención médica de afirmación de género.
Es una creadora de contenido de TikTok que publica sobre sus experiencias como mujer transgénero que vivió en las décadas de 1970 y 1980. Pieronek es copresentadora del podcast A Life Lived Trans.

## Vida personal
Pieroek vive en la isla de Vancouver, en la Columbia Británica, con su marido. Tenía una adicción a las drogas y ahora está sobria.